# Majed Abu Maraheel
Majed Abu Maraheel (àrab: ماجد أبو مراحيل)  (camp de Nuseirat, 5 de juny de 1963 - Shuhada al-Aqsa Hospital, 11 de juny de 2024) va ser un atleta i entrenador palestí i el primer atleta palestí en competir en els Jocs Olímpics. Nascut al si d'una família refugiada al camp de refugiats de Nuseirat situat a la Franja de Gaza, Abu Maraheel treballava com a jornaler a Israel abans de dedicar-se a l'atletisme. Entrenava llargues distàncies als carrers i platges de Gaza, i es va fer conegut a nivell local després de guanyar nombroses competicions locals. Després de guanyar una cursa de 8 quilòmetres el 1995, va ser reclutat pel líder de l'Autoritat Nacional Palestina Yasser Arafat a la Força 17, la seua força de seguretat personal.
Abu Maraheel va competir al Campionat Àrab d'atletisme de 1995 tot i que amb prou feines va poder assistir a l'esdeveniment després d'una llarga detenció per part de les autoritats frontereres egípcies. L'any següent, va representar Palestina als Jocs Olímpics d'estiu de 1996 a Atlanta, convertint-se en el primer olímpic del país i bandera olímpica. Va competir en els 10.000 metres, tot i que va ser eliminat després de quedar 21è del seu grup de classificació. Es va retirar en acabar els Jocs, i després va ser entrenador d'atletisme dels corredors palestins Bahaa al-Farra i Woroud Sawalha per als Jocs Olímpics d'estiu de 2012. Va morir l'11 de juny de 2024 a causa d'una insuficiència renal.